# Станислав Роспонд
Станѝслав Ро̀спонд (на полски: Stanisław Rospond) е полски езиковед полонист и славист, специалист в областта на славянската ономастика, история на езика и диалектология, професор във Вроцлавския университет и ръководител на Катедрата по полски език (1946 – 1969), съосновател на Шльонския институт и Вроцлавското научно дружество. Работи по реполонизирането на географските названия в Силезия (Шльонск).
По време на специализацията си в Белградския университет (1931 – 1933) посещава македонските градове Скопие, Тетово, Гостивар, Струга, Охрид, Битоля и Прилеп. Впечатленията си описва в издадената през 1935 година книга „Jugosławia. Z teki badacza i podróżnika“.

## Важни трудове
- Zabytki języka polskiego na Śląsku (1948)
- Studia nad językiem polskim XVI wieku (1949)
- Słownik nazw geograficznych Polski Zachodniej i Północnej (t. 1 – 2 1951)
- Klasyfikacja strukturalno-gramatyczna słowiańskich nazw geograficznych (1957)
- Dzieje polszczyzny śląskiej (1959),
- Język i artyzm językowy Jana Kochanowskiego (1961)
- Gramatyka historyczna języka polskiego (1971).
- Kościół w dziejach języka polskiego (1985)